# 岡谷市立岡谷北部中学校
岡谷市立岡谷北部中学校（おかやしりつ おかやほくぶちゅうがっこう）は、長野県岡谷市にある公立中学校。略称は「北中（ほくちゅう）」。

## 沿革
- 1947年（昭和22年）岡谷市北部域（今井区、小井川区、岡谷区、小口区、間下区）を学区として設立。
- 1982年（昭和57年）改築。
- 2005年（平成18年）改築。